# Great Orlando Wheel
A Great Orlando Wheel egy bejelentett óriáskerék, melyet Floridában (USA) fognak felépíteni.
A 122 méteresre tervezett óriáskerék tetejéről kb. 40 km-re lehet majd belátni Florida környékét, beleértve a SeaWorld vidámparkot, a Universal Orlando Resort vidámparkot, a Walt Disney World vidámparkot és a NASA Kennedy Űrközpontjának kilövő állását is.
A kb. 4200 tonnát nyomó szerkezet építése várhatóan 200 millió dollárba kerül. A Great Orlando Wheel 24 kapszulája egyenként 40 ember befogadására lesz képes, harminc perces menetekkel fog működni a kerék.
Egy 2009-es bejelentés szerint a kerék építését pénzügyi problémák miatt felfüggesztették, de nem törölték. Építője, a Great Wheel Corporation weboldalán a megnyitás várható időpontját 2010-re teszik.